# Javier Guillén
Javier Alí Guillén (Mérida, estado Mérida, Venezuela; 5 de enero de 1993) es un futbolista venezolano. Juega como volante. Inició su carrera en las categorías menores de la Unión Local Andina Fútbol Club donde mostró su gran habilidad para jugar, captando la atención de Estudiantes de Mérida Fútbol Club fichando así al apodado "Chiki Guillen" para jugar en las categorías menores del "cuadro AKD". Debutó a los 16 años, jugando su primer partido en la Copa Venezuela.  

## Clubes
| Club                   | País      | Año               | Partidos | Goles |
| ---------------------- | --------- | ----------------- | -------- | ----- |
| Estudiantes de Méridaa | Venezuela | 2011 - 2015       | 90       | 5     |
| Club                   | País      | Año               | Partidos | Goles |
| Atlético Los Andes FC  | Venezuela | 2015 - Actualidad | 9        | 6     |